# Propynyllithi
Propynyllithi là một hợp chất hữu cơ lithi có công thức hóa học LiC2CH3. Nó là một chất rắn màu trắng nhanh chóng bị phân hủy khi tiếp xúc với không khí hoặc nước. Nó hòa tan trong 1,2-dimethoxyethane và tetrahydrofuran. Để ngăn ngừa sự phân hủy bởi oxy và nước, propynyllithi và các dung dịch của nó được chứa trong khí trơ (argon hoặc nitơ).

## Tổng hợp
Các hợp chất khác nhau của propynyllithi đã được biết đến, nhưng hay được dùng nhất là cho tác dụng 1-bromopropene với n-butyllithi tạo ra propynyllithi và lithi bromide:
CH3CH=CHBr + 2BuLi → CH3C2Li + 2BuH + LiBr

## Điều chế
Nó có thể được điều chế bằng cách cho khí propin đi qua dung dịch n-butyllithi hoặc bằng cách kim loại hóa trực tiếp propin với lithi trong amonia lỏng hoặc dung môi khác. Tuy nhiên, propin là một loại khí đắt tiền, và do đó, nó đôi khi được thay thế bằng các hỗn hợp khí ít tốn kém hơn được sử dụng để hàn và chứa một tỷ lệ nhỏ khí propin.

## Ứng dụng
Propynyllithium được sử dụng trong tổng hợp hữu cơ như một chất phản ứng. Nó là một nucleophile cộng với aldehyde để tạo ra ancol bậc hai, với keton để tạo ra ancol bậc ba, và với acid hydrochloric để tạo ra keton chứa nhóm propynyl. Những phản ứng này được sử dụng trong quá trình tổng hợp các chất tự nhiên và tổng hợp phức tạp như thuốc mifepristone.